# Maraba (Rwanda)
Pour les articles homonymes, voir Maraba.

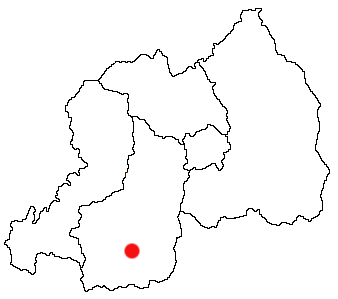
Situation approximative de Maraba au Rwanda.

Maraba est un secteur du district de Huye dans la province du Sud du Rwanda, célèbre pour son café.
La ville la plus proche est Butare.